# Mitsubishi Corporation
Mitsubishi Corporation (三菱商事株式会社 Mitsubishi Shōji Kabushiki-gaisha?) é uma companhia industrial japonesa, sediada em Tóquio, subsidiaria ao grupo Mitsubishi.
É a maior trading company sogo shosha de Japão e um membro da Mitsubishi keiretsu. A Mitsubishi Corporation emprega mais de 60.000 pessoas e possui sete segmentos de negócios, incluindo finanças, bancário, energia, máquinas, química s e alimentos.

## História
A empresa tem suas raízes em 1954 no conglomerado Mitsubishi fundado por Yataro Iwasaki. Iwasaki era originalmente empregado pelo clã Tosa da atual Prefeitura de Kōchi, que o colocou em Nagasaki na década de 1860. Durante esse tempo, Iwasaki se aproximou de Sakamoto Ryōma, uma figura importante na Restauração Meiji que acabou com o [[[Tokugawa shogunate]]] e restaurou a primazia do imperador do Japão em 1867 Iwasaki foi encarregado da operação comercial do clã Tosa,  'Tsukumo Shokai' , baseado em Osaka. Esta empresa mudou seu nome nos anos seguintes para  'Mitsukawa Shokai'  e depois para  'Mitsubishi Shokai' . Por volta de 1871, a empresa foi renomeada como Mitsubishi Steamship Company e iniciou um serviço de correio entre Yokohama e Xangai com patrocínio do governo.